# Astaena brasiliensis
Astaena brasiliensis är en skalbaggsart som beskrevs av Blanchard 1850. Astaena brasiliensis ingår i släktet Astaena och familjen Melolonthidae. Inga underarter finns listade.